# Ильюшино (Смоленская область)
Ильюшино — упразднённая деревня в Смоленском районе Смоленской области России. Входила в Дивасовское сельское поселение.

## География
Расположена в западной части области в 5 км к северу от Смоленска, в 0,1 км южнее автодороги М1 «Беларусь». В 8 км южнее деревни расположена железнодорожная станция Смоленск на линии Москва — Минск. 

## История
В годы Великой Отечественной войны деревня была оккупирована гитлеровскими войсками в июле 1941 года, освобождена в сентябре 1943 года. 
Население в 2007 году составляло 237 жителей. 
Упразднена постановлением Смоленской областной Думы от 07.12.2010 № 771 «Об упразднении территориальной единицы Смоленской области».